# World Soundtrack Award
Die im Jahr 2001 vom Film Fest Gent ins Leben gerufenen World Soundtrack Awards (WSA) ehren die Arbeit von Filmkomponisten und deren Werke.

## Geschichte
Der World Soundtrack Award wurde im Jahr 2001 vom Film Fest Gent ins Leben gerufen. Die im Rahmen der World Soundtrack Awards vergebenen Preise zielen auf die pädagogischen, kulturellen und beruflichen Aspekte der Kunst der Filmmusik ab. Die Veranstaltung findet jährlich im belgischen Gent statt, üblicherweise in der Capitole Concert Hall. Normalerweise spielen die Brüsseler Philharmoniker unter der Leitung von Dirk Brossé die ausgezeichnete Musik bei der Zeremonie.

## Kategorien
Die World Soundtrack Awards werden in den folgenden Kategorien vergeben:
| Kategorie                                          | Originalbezeichnung                                           | verliehen seit |
| -------------------------------------------------- | ------------------------------------------------------------- | -------------- |
| Bester Filmkomponist                               | Film Composer of the Year                                     | 2001           |
| Bester Fernsehkomponist                            | Television Composer of the Year                               | 2016           |
| Bester Filmsong                                    | Best Original Song Written Directly for a Film                | 2001           |
| Lebenswerk                                         | Lifetime Achievement Award                                    | 2001           |
| Publikumspreis                                     | Public Choice Award                                           | 2001           |
| Entdeckung des Jahres                              | Discovery of the Year                                         | 2001           |
| Beste belgische Filmmusik                          | Best Original Score for a Belgian Production                  | 2016           |
| SABAM-Preis – Bestes Werk eines jungen Komponisten | Sabam Award for Best Original Composition by a Young Composer | 2004           |
| Beste Filmmusik                                    | Best Original Film Score of the Year                          | 2001           |
| Computerspielmusik-Preis                           | Game Music Award                                              | 2023           |

## Bisherige Preisträger (unvollständig)
Film Composer of the Year
- 2001: John Williams für A.I. – Künstliche Intelligenz
- 2002: Patrick Doyle für Gosford Park
- 2003: Elliot Goldenthal für Frida
- 2004: Gabriel Yared für Unterwegs nach Cold Mountain
- 2005: Angelo Badalamenti für Mathilde – Eine große Liebe
- 2006: Alberto Iglesias für Der ewige Gärtner
- 2007: Alexandre Desplat für Die Queen und Der bunte Schleier
- 2008: James Newton Howard für Der Krieg des Charlie Wilson, Michael Clayton und I Am Legend
- 2009: Alexandre Desplat für Der seltsame Fall des Benjamin Button, Coco Chanel – Der Beginn einer Leidenschaft, Largo Winch und Chéri
- 2010: Alexandre Desplat für Der fantastische Mr. Fox, New Moon – Biss zur Mittagsstunde, Julie & Julia und Der Ghostwriter
- 2011: Alexandre Desplat für A Better Life, Largo Winch II, The King’s Speech, The Tree of Life, La fille du puisatier, Harry Potter und die Heiligtümer des Todes – Teil 1 und Teil 2
- 2012: Alberto Iglesias für Dame, König, As, Spion, Die Haut, in der ich wohne und Der Mönch
- 2013: Mychael Danna für Life of Pi: Schiffbruch mit Tiger
- 2014: Alexandre Desplat für Godzilla, The Grand Budapest Hotel, Marius, Monuments Men, Philomena, Venus im Pelz und Zulu
- 2015: Michael Giacchino für Planet der Affen: Revolution, Alles steht Kopf, Jupiter Ascending, Jurassic World und A World Beyond
- 2016: Carter Burwell für Anomalisa, Hail, Caesar!, Legend, The Family Fang, The Finest Hours und Carol
- 2017: Jóhann Jóhannsson für Arrival
- 2018: Jóhann Jóhannsson für Last and First Men – Die letzten und die ersten Menschen, Mandy, Maria Magdalena und Vor uns das Meer
- 2019: Nicholas Britell für If Beale Street Could Talk und Vice – Der zweite Mann[2]
- 2020: Hildur Guðnadóttir für Joker
- 2021: Daniel Pemberton für The Trial of the Chicago 7
- 2022: Jonny Greenwood für The Power of the Dog und Spencer
- 2023: Hauschka für War Sailor, Im Westen nichts Neues und Memory of Water
- 2024: Jerskin Fendrix für Kinds of Kindness und Poor Things

Television Composer of the Year
- 2016: Jeff Beal für House of Cards
- 2017: Rupert Gregson-Williams für The Crown
- 2018: Ramin Djawadi für Game of Thrones, The Strain und Westworld
- 2019: Hildur Guðnadóttir für Chernobyl und Trapped – Gefangen in Island
- 2020: Nicholas Britell für Succession
- 2021: Carlos Rafael Rivera für Das Damengambit
- 2022: Nicholas Britell für Succession[3]
- 2023: Nicholas Britell für Andor und Succession

Best Original Film Score of the Year
- 2001: Die fabelhafte Welt der Amélie von Yann Tiersen[4]

Best Original Song Written Directly for a Film
- 2001: Moulin Rouge! für den Song Come What May – David Baerwald
- 2002: Die Monster AG für den Song If I Didn’t Have You – Randy Newman, Billy Crystal und John Goodman
- 2003: Gangs of New York für den Song The Hands That Built America – Adam Clayton, The Edge, Bono und Larry Mullen, Jr.
- 2004: Unterwegs nach Cold Mountain für den Song You Will Be My Ain True Love – Sting und Alison Kraus
- 2005: Alfie für den Song Old Habits Die Hard – David A. Stewart und Mick Jagger
- 2006: Cars für den Song Our Town – Randy Newman und James Taylor
- 2007: Casino Royale für den Song You Know My Name – Chris Cornell und David Arnold
- 2008: WALL·E – Der Letzte räumt die Erde auf für den Song Down to Earth – Peter Gabriel und Thomas Newman
- 2009: Slumdog Millionär für den Song Jai Ho – A. R. Rahman, Gulzar und Tanvi Shah
- 2010: Crazy Heart für den Song The Weary Kind – Ryan Bingham und T Bone Burnett
- 2011: Toy Story 3 für den Song We Belong Together – Randy Newman
- 2012: Albert Nobbs für den Song Lay Your Head Down – Brian Byrne und Glenn Close
- 2013: Skyfall für den Song Skyfall – Adele und Paul Epworth
- 2014: Ich – Einfach unverbesserlich 2 für den Song Happy – Pharrell Williams
- 2015: Manolo und das Buch des Lebens für The Apology Song – Gustavo Santaolalla und Paul Williams
- 2016: Anomalisa für den Song None of Them Are You – Carter Burwell und Charlie Kaufman
- 2017: La La Land für den Song City of Stars – Justin Hurwitz, Benj Pasek und Justin Paul
- 2018: Black Panther für den Song Black Panther – Kendrick Duckworth, Mark Spears, Kevin Gomringer, Tim Gomringer und Matt Schaeffer
- 2019: A Star is Born für den Song Shallow – Lady Gaga, Andrew Wyatt, Anthony Rossomando, Mark Ronson und Bradley Cooper[5][6][7]
- 2020: Harriet – Der Weg in die Freiheit für den Song Stand Up – Joshuah Brian Campbell und Cynthia Erivo
- 2021: Cruella für den Song Call Me Cruella – Nicholas Britell, Florence Welch, Steph Jones, Jordan Powers und Taura Stinson
- 2022: No Time to Die für den Song No Time to Die – Billie Eilish und Finneas O’Connell
- 2023: The Marvelous Mrs. Maisel für den Song Your Personal Trash Man Can (geschrieben von Thomas Mizer und Curtis Moore; gesungen von Phillip Attmore, Jake Corcoran, RJ Higton, Tommy Sutter & Cast)
- 2024: Barbie für den Song What Was I Made For? – Billie Eilish und Finneas O’Connell

Discovery of the Year
- 2001: Craig Armstrong für Moulin Rouge!
- 2002: Klaus Badelt für The Time Machine
- 2003: Antonio Pinto für Cidade de Deus
- 2004: Gustavo Santaolalla für 21 Gramm
- 2005: Michael Giacchino für The Incredibles
- 2006: Evanthia Reboutsika für Babam Ve Oglum
- 2007: Daniel Tarrab und Andrés Goldstein für XXY und Inheritance
- 2008: Marc Streitenfeld für American Gangster
- 2009: Nico Muhly für Der Vorleser
- 2010: Abel Korzeniowski für A Single Man
- 2011: Alex Heffes für Der älteste Schüler der Welt und The Rite
- 2012: Brian Byrne für Albert Nobbs
- 2013: Dan Romer und Benh Zeitlin für Beasts of the Southern Wild
- 2014: Daniel Pemberton für Cuban Fury – Echte Männer tanzen
- 2015: Antonio Sánchez für Birdman
- 2016: Joe Kraemer für Mission: Impossible – Rogue Nation
- 2017: Nicholas Britell für Moonlight
- 2018: Tamar-kali für Mudbound
- 2019: Michael Abels für Us[8][9]
- 2020: Bryce Dessner für Die zwei Päpste
- 2021: Nainita Desai für The Reason I Jump
- 2022: Eiko Ishibashi für Drive My Car
- 2023: Simon Franglen für Avatar: The Way of Water
- 2024: Jerskin Fendrix für Poor Things

Public Choice Award
- 2001: A.I. – Künstliche Intelligenz von John Williams
- 2002: Der Herr der Ringe: Die Gefährten – Howard Shore
- 2003: – keine Verleihung –
- 2004: Harry Potter und der Gefangene von Askaban – John Williams
- 2005: Alexander – Vangelis
- 2006: Brokeback Mountain – Gustavo Santaolalla
- 2007: The Fountain – Clint Mansell
- 2008: Aanrijding in Moscou – Tuur Florizoone
- 2009: Twilight – Biss zum Morgengrauen – Carter Burwell
- 2010: A Single Man – Abel Korzeniowski
- 2011: 127 Hours – A. R. Rahman
- 2012: W.E. – Abel Korzeniowski
- 2013: The Butterfly’s Dream – Rahman Altin
- 2014: Marina – Michelino Bisceglia
- 2015: The Maze Runner – John Paesano
- 2016: Carol – Carter Burwell
- 2017: Der Stern von Indien – A.R. Rahman
- 2018: Nostalgia – Eyquem Laurent
- 2019: Drachenzähmen leicht gemacht 3: Die geheime Welt – John Powell[10]
- 2020: Klaus – Alfonso González Aguilar
- 2021: S.A.S. Red Notice – Benji Merrison
- 2022: The King’s Daughter – Joseph Metcalfe, John Coda und Grant Kirkhope
- 2023: Mr. Malcolm’s List – Amelia Warner
- 2024: La guerra dei nonni – Umberto Scipion

Lifetime Achievement Award
- 2001: Elmer Bernstein
- 2002: George Martin
- 2003: Maurice Jarre
- 2004: Alan Bergman und Marilyn Bergman
- 2005: Jerry Leiber und Mike Stoller
- 2006: Peer Raben
- 2007: Mikis Theodorakis
- 2008: Angelo Badalamenti
- 2009: Marvin Hamlisch
- 2010: John Barry
- 2011: Giorgio Moroder
- 2012: Pino Donaggio
- 2013: Riz Ortolani
- 2014: Francis Lai
- 2015: Patrick Doyle
- 2016: Ryuichi Sakamoto
- 2017: David Shire
- 2018: Philippe Sarde
- 2019: Krzysztof Penderecki
- 2019: Frédéric Devreese[11]
- 2020: Gabriel Yared
- 2021: Eleni Karaindrou
- 2022: Bruno Coulais[3]
- 2023: Nicola Piovani und Laurence Rosenthal
- 2024: Elliot Goldenthal

Special Award
- 2004: Prince and The Revolution – Purple Rain[12]

Game Music Award
- 2023: Narayana „River Boy“ Johnson für Cult of the Lamb[13]
- 2024: Brandon Boone für Slay the Princess[13]